# Rocco Chirichigno
Rocco Chirichigno, detto Coppolone (Montescaglioso, 7 febbraio 1834 – Ginosa, 22 febbraio 1865), è stato un brigante italiano.
Operò con le bande di Masini, Egidione e Percuoco. Attaccato il 23 agosto 1863 dalla cavalleria Mennuni, presso Irsina, perdette molti uomini. Nel febbraio 1865 fu ferito gravemente nell’agro di Ginosa e, mal curato, morì poco tempo dopo. Sulla sua testa pendeva una taglia di 9 000 lire.